# (15887) Daveclark
(15887) Daveclark est un astéroïde de la ceinture principale découvert par l'équipe de Spacewatch le 4 mars 1997 à Kitt Peak. Sa désignation provisoire est 1997 ER26.

## Nom
Il a été nommé en l'honneur de l'astronome amateur David Leslie Clark.